# 阔叶杜英
阔叶杜英（学名：Elaeocarpus sphaerocarpus）为杜英科杜英属下的一个种。